# 馬德納
34°45′11″N 0°58′58″E / 34.75306°N 0.98278°E
馬德納（阿拉伯语：‎），是阿爾及利亞的城鎮，位於該國北部提亞雷特省，由艾因凱爾邁斯區負責管轄，面積520平方公里，海拔高度1,031米，2008年人口2,935，人口密度每平方公里6人。